# Lothar Riebsamen

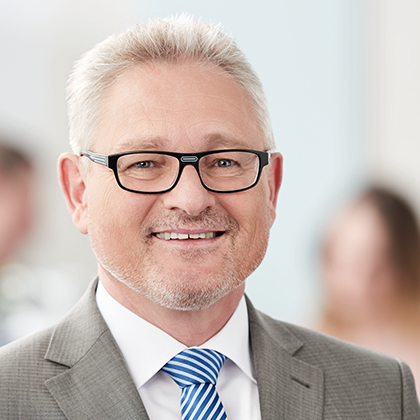
Lothar Riebsamen

Lothar Riebsamen (* 24. September 1957 in Pfullendorf) ist ein deutscher Betriebswirt und Politiker (CDU). Von 1982 bis 1990 war er als Krankenhausverwalter tätig, ab 1990 war er Bürgermeister der Gemeinde Herdwangen-Schönach und zog 2009 für den Wahlkreis 293 Bodensee in den Bundestag ein. Er war von 2009 bis 2021 Mitglied des Deutschen Bundestages und ordentliches Mitglied im Ausschuss für Gesundheit.

## Leben
Lothar Riebsamen wuchs in Schwäblishausen auf und besuchte von 1967 bis 1974 das Hohenzollern-Gymnasium in Sigmaringen, das er mit der Mittleren Reife beendete. Zwischen 1974 und 1977 absolvierte er die Verwaltungsausbildung bei der Großen Kreisstadt Überlingen. Bei der Stadtverwaltung Überlingen fand er 1977 seine erste Anstellung, bevor er nach Pfullendorf wechselte. In den Jahren 1982 bis 1986 war er als Spitalverwalter bei der Stadt Meersburg tätig und belegte an der Verwaltungs- und Wirtschaftsakademie in Konstanz eine Weiterbildung, die er als Verwaltungs-Betriebswirt (VWA) abschloss.
Von 1986 bis 1990 folgte die leitende Position als Amtsleiter für die Verwaltung der Kreiskrankenhäuser und Heime beim Landratsamt Waldshut. 1990 wurde Riebsamen zum Bürgermeister der Gemeinde Herdwangen-Schönach im Landkreis Sigmaringen gewählt. Diese Position hatte er bis Oktober 2009 inne.
In den Jahren 2009, 2013 und 2017 gewann Riebsamen das Direktmandat im Wahlkreis 293 Bodensee und wurde Mitglied des Deutschen Bundestages.

## Politische Tätigkeit
Seit 1981 ist Riebsamen Mitglied der CDU und seit 1991 Vorstandsmitglied im CDU-Gemeindeverband Herdwangen-Schönach. Seit 1994 hatte er als Mitglied der CDU-Fraktion einen Sitz im Kreistag des Landkreises Sigmaringen. Acht Jahre hatte er den Fraktionsvorstand inne, weitere vier Jahre war er Stellvertretender Vorsitzender. Im Jahr 2009 wurde er Mitglied der Verbandsversammlung des Regionalverbandes Bodensee-Oberschwaben. Er war stellvertretendes Mitglied im Ausschuss für Ernährung, Landwirtschaft und Verbraucherschutz.
In dem 19. Deutschen Bundestag ist Lothar Riebsamen Mitglied im Ausschuss für Gesundheit und stellvertretendes Mitglied im Ausschuss für Verkehr und digitale Infrastruktur sowie im Finanzausschuss. Im Gesundheitsausschuss ist er für die Unionsfraktion verantwortlich für den Bereich Krankenhauswesen, etwa der Finanzierung/DRG-System (Diagnosis Related Groups), Dokumentationspflichten und Angelegenheiten der entsprechenden unmittelbar und mittelbar (z. B. Rettungsassistenten) betroffenen Berufsgruppen, sowie der Verzahnung des ambulanten mit dem stationärer Bereich. Darüber hinaus befasst sich Riebsamen mit der generellen medizinischen Infrastruktur insbesondere im ländlichen Raum. Zudem ist Riebsamen seit der 18. Legislaturperiode einer der stellvertretenden Vorsitzenden der Arbeitsgemeinschaft Kommunalpolitik.
Riebsamen bringt sich im Parlamentskreis Mittelstand sowie in den Arbeitsgemeinschaften Kommunalpolitik und Luft- und Raumfahrt ein. Zudem ist er Mitglied der Deutschen Parlamentarischen Gesellschaft e. V. und mehrerer Parlamentariergruppen (deutsch-maltesische und deutsch-österreichische Parlamentariergruppe). Riebsamen ist außerdem Mitglied der überparteilichen Europa-Union Deutschland, die sich für ein föderales Europa und den europäischen Einigungsprozess einsetzt.
Im Juli 2020 kündigte er an, bei der Wahl zum 20. Deutschen Bundestag nicht erneut kandidieren zu wollen.

## Öffentliche Ämter
Riebsamen war von 1996 bis 2013 Mitglied des Aufsichtsrates der Kliniken GmbH im Landkreis Sigmaringen und ist seit 1991 Verwaltungsratsmitglied der Sparkasse Pfullendorf-Meßkirch. Zudem ist er Mitglied in zahlreichen Vereinen und Vorstand der Bürgerstiftung Herdwangen-Schönach.

## Familie und Privates
Riebsamen ist römisch-katholisch und verheiratet. Mit seiner Ehefrau Ellen hat er zwei erwachsene Söhne und lebt in Herdwangen-Schönach. Lothar Riebsamen musste sich im März 2011 beim „löblichen, allwissenden und überaus verehrten reichsstädtischen Narrengericht zu Pfullendorf“ (Stegstreckergericht Pfullendorf) verantworten.